# Општина Хоче-Сливница
Општина Хоче-Сливница (словен. Hoče-Slivnica) је једна од општина Подравске регије у држави Словенији. Седиште општине је градић Сподње Хоче.

## Природне одлике
Рељеф: Општина Хоче-Сливница налази се у северном делу Словеније, у словеначком делу Штајерске. Западни део општине се простире на северним источним падинама Похорја, док је источни део општине равничарски, у широкој долини Драве.
Клима: У општини влада умерено континентална клима.
Воде: На подручју општине има само мањих водотока, који су у сливу реке Драве.

## Становништво
Општина Хоче-Сливница је густо насељена.

## Насеља општине
| - Бохова - Згорње Хоче - Орехова Вас - Пивола - Полана - Радизел - Рогоза | - Сливница при Марибору - Сливнишко Похорје - Сподње Хоче - Хочко Похорје - Хотиња Вас - Чрета |  |

## Додатно погледати
- Сподње Хоче